# Achaearanea cingulata
Achaearanea cingulata är en spindelart som beskrevs av Zhu 1998. Achaearanea cingulata ingår i släktet Achaearanea och familjen klotspindlar. Inga underarter finns listade i Catalogue of Life.